# Szablon WWW
Szablon WWW (templatka) – element strony internetowej zawarty w głównej mierze w warstwie prezentacji, często projektowany pod określony systemem zarządzania treścią.
Gotowe szablony WWW oprócz zorganizowanej grafiki zawierają w sobie interfejs nawigacyjny oraz funkcjonalności przewidziane pod wypełnienie treścią. W obiektowej kompozycji strony WWW opartej na nowoczesnych systemach zarządzania treścią, w prosty sposób można zmienić szablon strony internetowej bez ingerencji w treść i funkcjonalności. Utrzymanie tego rozdziału jest celowe i pomaga zarówno w optymalizacji pracy nad projektem, jak i w późniejszych zmianach.
Do tworzenia szablonów strony WWW wykorzystuje się technologię HTML/CSS oraz elementy animowane oparte na technologii Flash, jQuery czy MooTools.
Kompozycja całości strony WWW nie jest sumą poszczególnych elementów, lecz powinna tworzyć spójną, intuicyjną i prostą w obsłudze całość.
Największa na świecie baza gotowych szablonów WWW to TemplateMonster.